# Rex Allen
Rex Elvie Allen (Willcox, 31 dicembre 1920 – Tucson, 17 dicembre 1999) è stato un attore e cantante statunitense.
Conosciuto come Arizona's Cowboy.

## Biografia
Nato in Arizona, iniziò la carriera suonando la chitarra in spettacoli di vaudeville, prima di trasferirsi a Chicago per prendere parte allo show National Barn Dance. Nel 1948 firmò un contratto con la Mercury Records e si trasferì a Hollywood, dove registrò alcuni album di musica country fino al 1952. Successivamente lavorò per la Decca Records. Uno dei suoi singoli di maggior successo fu Don't Go Near the Indians (1962).
Arrivò nell'industria cinematografica nel 1950 debuttando nel film The Arizona Cowboy. Conosciuto anche col soprannome The Voice of the West, apparve come cantante in diversi film western interpretando se stesso. Fu voce narrante in diverse produzioni animate e non, come L'incredibile avventura (1963) e La meravigliosa stupenda storia di Carlotta e del porcellino Wilbur (1973). Produsse anche alcune colonne sonore come quella di Drango.
Tra gli altri film a cui prese parte vi sono Phantom Stallion (1954), Gli avvoltoi della strada ferrata (1954), The Last Musketeer (1952), Rodeo King and the Senorita, Colorado Sundown e Shadows of Tombstone
Inserito nella Hollywood Walk of Fame, morì nella città di Tucson all'età di 78 anni.

## Discografia parziale
Album
- Under Western Skies (1956)
- Mister Cowboy (1958)
- Rex Allen Sings (1960)
- Say One for Me (1961)
- Faith of a Man (1962)
- Western Ballads (1964)
- The Smooth Country Sound of Rex Allen (1968)
- Touch of God's Hands (1970)
- Love Gone Cold (1980)